# بليكس (برمجيات)
بليكس هو نظام مشغل وسائط يعمل بفكرة الخادوم والعميل، وحزمة برمجية تضم عنصرين رئيسيين.  خادوم بليكس لسطح المكتب والذي يعمل على أجهزة الحاسوب مثل ويندوز وماك أو إس ولينكس بما في ذلك بعض أنواع أجهزة التخزين الشبَكي. كما ينظم تطبيق الخادوم لسطح المكتب الفيديو والصوت والصور من مجموعات المستخدم ومن الخدمات عبر الإنترنت، مما يمكّن المُستخدمين من الوصول إلى المحتويات وبثها. هناك أيضًا تطبيقات عملاء رسمية متاحة للأجهزة المحمولة وأجهزة التلفاز الذكية وأجهزة البث وتطبيقات الويب ومسرح بليكس المنزلي (لم يعد يتم صيانته)، بالإضافة إلى العديد من بدائل الطرف الثالث.
تبيع بليكس خدمة متميزة تسمى «بليكس باس (بالإنجليزية: Plex Pass»، مع ميزات مثل المزامنة مع الأجهزة المحمولة، والتكامل مع التخزين السحابي، والبيانات الوصفية والمطابقات للموسيقى، والدعم المتعدد للمستخدمين، والرقابة الأبوية، والبث المباشر لقنوات التلفاز وDVR، والعروض الترويجية للأفلام والإضافات وعروض البيع المتقاطع.

## خلفية
بدأ بليكس كمشروع هواية مجاني في ديسمبر 2007 عندما قام المطور «إيلان فينجولد» بإنشاء تطبيق مركز وسائط لأجهزة ماكنتوش .  وقال انه قرر تكييف مشغّل الوسائط XBMC (المعروف حاليا باسم كودي) ل نظام التشغيل ماك أو إس. في نفس الوقت تقريبًا ، كان كل من «كايس أولمان» و «سكوت أولتشوفسكي» - مديري البرامج الذين باعوا شركتهم السابقة مؤخرًا لشركة سيسكو - يتطلعون أيضًا إلى تكييف XBMC إلى أو إس إكس ، ولاحظوا تقدم «فينجولد» عبر منتديات XBMC عبر الإنترنت .  وتواصلوا معه وقدموا الدعم والمساعدة في التمويل.  شكّل فينجولد وأولتشوفسكي وأولمان فريقًا واحدًا في يناير 2008 ، وأسسوا شركة بليكس في ديسمبر 2009. [بحاجة لمصدر]
أصدر الفريق إصدارات مبكرة من العمل ، والتي أطلقوا عليه "OSXBMC".  وكان غرضهم هو دمج المشروع دمجا كاملاً على نظام التشغيل ماكنتوش.

### الانشقاق
عمل المطورون على مشروع XBMC حتى 21 مايو 2008.  ونظرًا للأهداف والرؤى المختلفة من فريق XBMC ، قاموا بعد ذلك بالانشقاق بالكود المصدري ليصبح بليكس ، ونشروه على غيت هاب.  وتم الاحتفاظ بالكود بشكل متزامن تقريبًا مع كود لينكس.
تم الإعلان عن الاسم الجديد في 8 يوليو 2008.  توصل أولمان إلى اسم بليكس² أو بليكس سكوير ، نظرًا لعدم توفر موقع plex.com وتوافر plex2.com.  اقترح Feingold أن بليكس² كان غير عملي للغاية وتم اختيار الكلمة المفردة «بليكس» في النهاية لأن لاحقة "plex" تعني «تكوين عددًا من الأجزاء».  وبدأ فريق العمل على مكونات مركز الوسائط لجمع ليس فقط المحتوى المحلي ولكن أيضًا للجمع بين خدمات الوسائط المتعددة المستندة إلى الويب.  وتمت إعادة تطوير نظام المكتبة الجديد من البداية.  تعاونت مجموعة CenterStage UI ، وهي فريق يهدف إلى تحسين واجهة المسرح المنزلي للحاسوب ، مع بليكس لتطوير الفكرة أكثر.  ولجعل المشروع قابلاً للتطبيق ، تطلع الفريق إلى تقديم تجربة بليكس إلى أجهزة أخرى ، دون الحاجة للمستخدمين لتخصيص كمبيوتر آخر كـ مسرح منزلي للحاسوب ‏ .

## روابط خارجية
- الموقع الرسمي